# Schweizer Heimatwerk
Das Schweizer Heimatwerk ist eine 1930 gegründete Genossenschaft zur Vermarktung von Schweizer Kunsthandwerk und bäuerlichen Handwerksprodukten, die mehrheitlich in Schweizer Manufakturen und Ateliers hergestellt oder entworfen werden. Sie betreibt schweizweit sieben Filialen und einen Webshop.

## Geschichte

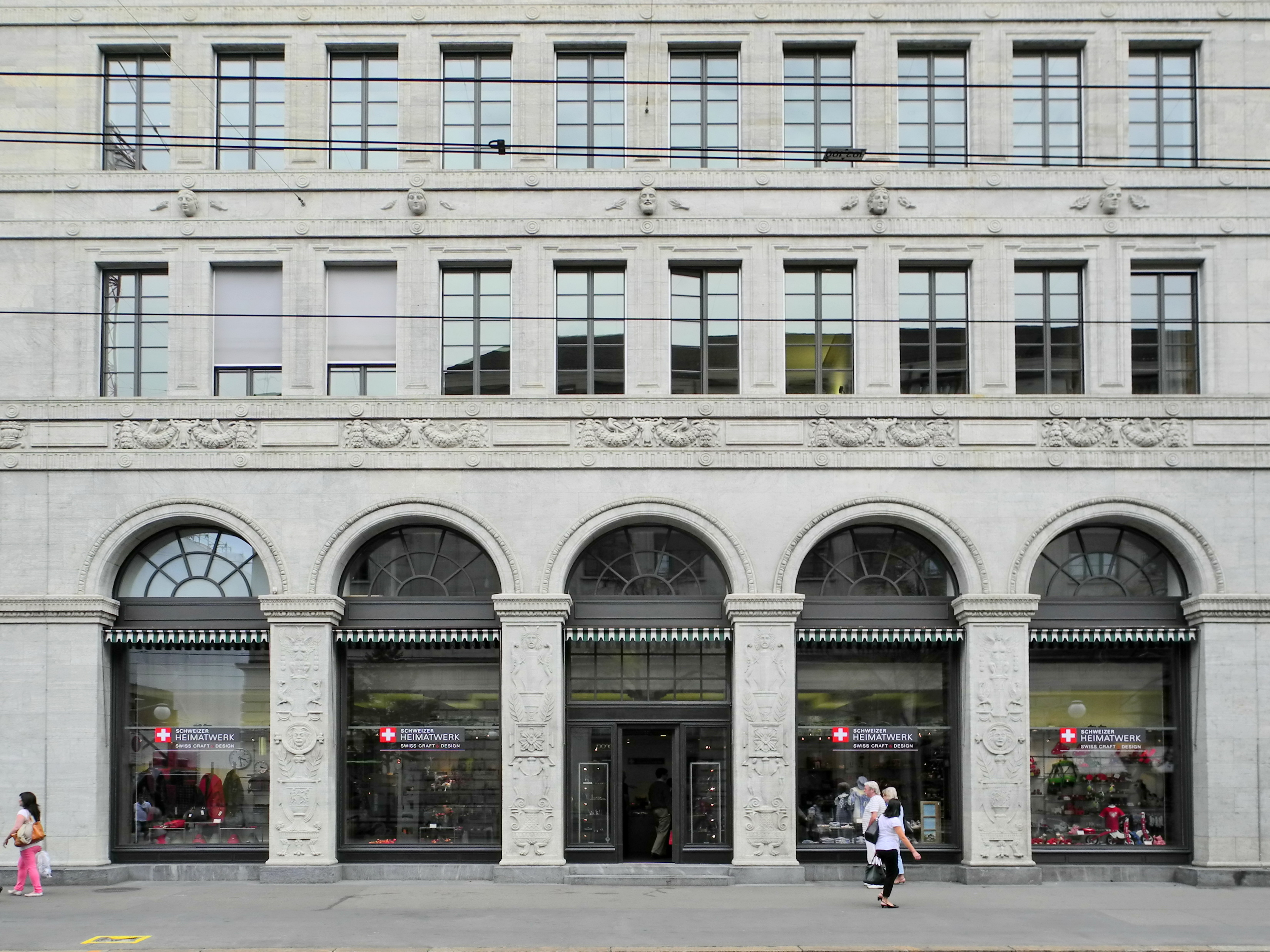
Schweizer Heimatwerk an der Bahnhofstrasse in Zürich

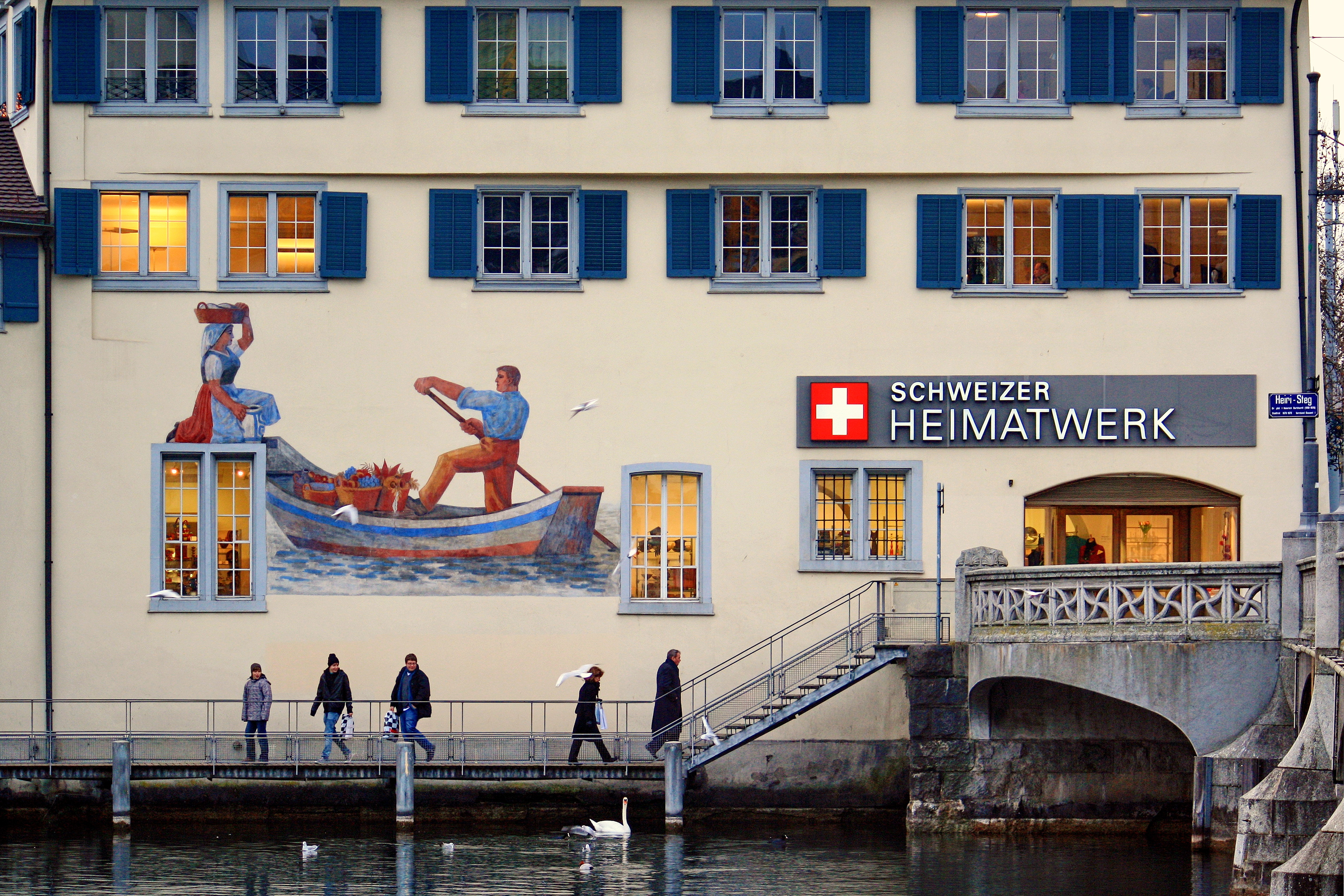
Filiale bei der Züricher Urania-Brücke

Das Schweizer Heimatwerk wurde 1930 im Auftrag des Bundesrats vom Schweizerischen Bauernverband gegründet mit dem Ziel, die von der Bergbauernbevölkerung während des Winters in Heimarbeit hergestellten Waren zu vermarkten und die Volkskunst und das «gute» Reiseandenken zu fördern. Zuvor hatte der Schweizer Heimatschutz diese Aufgabe wahrgenommen, dessen Verkaufsgenossenschaft jedoch 1929 aufgelöst worden war. Mit den erzielten Einkünften konnten die Bauersleute wichtige Fähigkeiten erlernen, wie etwa das Schindeln von Dächern und das Einrichten von Webstühlen. Daneben sollte das Schweizer Heimatwerk zur Festigung nationalen Gedankenguts im Sinne der Geistigen Landesverteidigung dienen. Im November 1931 wurde das Schweizer Heimatwerk in eine gemeinnützige Genossenschaft umgewandelt. 1944 beteiligte sich das Schweizer Heimatwerk an der Gründung der Schweizer Berghilfe.
Zusätzlich zur Vermarktung der bäuerlichen Handwerksprodukte wurde auch in der Schweiz hergestelltes Kunsthandwerk in das Sortiment mit aufgenommen. 1952/1953 eröffnete das Schweizer Heimatwerk einen ersten Verkaufsstand im Flughafen Zürich-Kloten. Seitdem hat der Tourismus einen grossen Stellenwert für das Heimatwerk und für die Hersteller ergab sich der Anreiz, qualitativ hochstehende Souvenirartikel in Handarbeit zu produzieren.
Als grösstes aller Heimatwerke gab das Schweizer Heimatwerk von 1936 bis 1996 die Zeitschrift Heimatwerk mit dem Untertitel Zeitschrift der Heimatwerke der Schweiz heraus und führte von 1948 bis 1995 die Heimatwerkschule Mülenen in Richterswil. Aus dieser ging 1996 die Stiftung Heimatwerkschule Ballenberg als Gemeinschaftswerk des Freilichtmuseums Ballenberg und der Heimatwerke der Schweiz hervor. Diese betreibt das Kurszentrum Ballenberg.
Heute unterhält das Schweizer Heimatwerk insgesamt zwei Einzelhandelsgeschäfte in Zürich. Die Ladengeschäfte in Luzern und an den Flughäfen von Zürich und Genf sowie das Geschäft in Basel bestehen nicht mehr. Der Verwaltungssitz ist in Zürich.

## Weitere Heimatwerke in der Schweiz
Neben dem Schweizer Heimatwerk sind mehrere regionale oder lokale Heimatwerke entstanden, beispielsweise die Heimatwerke in Bern, Saanen, Gstaad, Interlaken, Oberhasli, Zweisimmen, Gruyère und Stein am Rhein, Helvetis.ch in Aarau und das Heimatwerk-Züri Oberland (im Zürcher Oberland). Die Zusammenarbeit ist hierbei partnerschaftlicher Natur.
1989 erfolgte ein Zusammenschluss der regionalen Heimatwerke zu einer Interessengemeinschaft, die sich seit 1996 Vereinigung der Heimatwerke der Schweiz nennt.